# (7361) Endres
(7361) Endres es un asteroide perteneciente al cinturón de asteroides, descubierto el 16 de febrero de 1996 por el equipo del Near Earth Asteroid Tracking desde el Observatorio de Haleakala, Hawái, Estados Unidos.

## Designación y nombre
Designado provisionalmente como 1996 DN1. Fue llamado así en honor a Michael Hart Endres, quien como exdirector del proyecto GEODSS jugó un papel fundamental en las primeras discusiones, reuniones y conceptos que finalmente resultaron en el establecimiento del Seguimiento de asteroides cercanos a la Tierra (NEAT). programa en colaboración con la Fuerza Aérea de los Estados Unidos. utilizando el telescopio de 1 m de vigilancia electroóptica del espacio profundo basado en tierra (GEODSS). "Mike" durante cuarenta años prosperó en una amplia carrera desde el diseño, instalación, operación de equipos técnicos y gestión de personal asociado con los servicios técnicos en diversas empresas.

## Características orbitales
Endres está situado a una distancia media del Sol de 2,672 ua, pudiendo alejarse hasta 2,905 ua y acercarse hasta 2,440 ua. Su excentricidad es 0,087 y la inclinación orbital 2,768 grados. Emplea 1595,56 días en completar una órbita alrededor del Sol.

## Características físicas
La magnitud absoluta de Endres es 13,79. Tiene 5,202 km de diámetro y su albedo se estima en 0,285.